# Catocala dotatoides
Catocala dotatoides là một loài bướm đêm thuộc họ Erebidae. Loài này có ở Ấn Độ.